# Johannes Michael Buckx
Johannes Michael Buckx, S.C.I. (ur. 6 sierpnia 1881 w Born, zm. 22 września 1946 w Helsinkach) – holenderski duchowny katolicki, biskup, wikariusz apostolski Finlandii w latach 1923-1933.

## Życiorys
Johannes Michael Buckx urodził się w rodzinie katolickiej w Born. Po ukończeniu szkoły średniej zdecydował się podjąć studia teologiczne i wstąpił do zakonu sercanów. Święcenia kapłańskie otrzymał 9 czerwca 1906 r.
Po utworzeniu administratury apostolskiej dla Finlandii, po ogłoszeniu przez ten kraj niepodległości w 1917 r. był jednym z kandydatów na zarządców tej diecezji. Oficjalnie nominacje otrzymał 20 marca 1921 r. Dwa lata później otrzymał funkcję wikariusza apostolskiego Finlandii oraz został mianowany przez papieża Piusa XI biskupem Doliche. Konsekracja miała miejsce 15 sierpnia 1923 r. Funkcję tę sprawował do 26 lipca 1933 r.
Za jego rządów doszło do organizacji niezależnego fińskiego Kościoła Katolickiego, który uniezależnił się od archidiecezji mohylewskiej, podlegając bezpośrednio Stolicy Apostolskiej. Zmarł w wieku 65 lat, w 1946 r.